# Comunità montana della Valle Seriana
La Comunità montana della Valle Seriana è una comunità montana della provincia di Bergamo in Lombardia. Comprende 38 comuni della Val Seriana.
Fino al 2009 con Comunità Montana della Valle Seriana si intendeva quella formata da 18 comuni dislocati nella parte inferiore della valle. Con il Decreto Regionale n. 6840 del 26 giugno 2009 è stata fusa con la Comunità montana della Valle Seriana Superiore. La nuova Comunità Montana ha preso la denominazione di Comunità Montana della Valle Seriana (zona omogenea 8) con sede a Clusone.

## Comuni
La comunità è costituita da 38 comuni:
- Albino
- Alzano Lombardo
- Ardesio
- Aviatico
- Casnigo
- Castione della Presolana
- Cazzano Sant'Andrea
- Cene
- Cerete
- Clusone
- Colzate
- Fino del Monte
- Fiorano al Serio
- Gandellino
- Gandino
- Gazzaniga
- Gorno
- Gromo
- Leffe
- Nembro
- Oltressenda Alta
- Oneta
- Onore
- Parre
- Peia
- Piario
- Ponte Nossa
- Pradalunga
- Premolo
- Ranica
- Rovetta
- Selvino
- Songavazzo
- Valbondione
- Valgoglio
- Vertova
- Villa d'Ogna
- Villa di Serio

I comuni di Albino, Alzano Lombardo, Aviatico, Casnigo, Cazzano Sant'Andrea, Cene, Colzate, Fiorano al Serio, Gandino, Gazzaniga, Leffe, Nembro, Peia, Pradalunga, Ranica, Selvino, Vertova, e Villa di Serio facevano parte della Comunità Montana della Valle Seriana Inferiore, mentre Ardesio, Castione della Presolana, Cerete, Clusone, Fino del Monte, Gandellino, Gorno, Gromo, Oltressenda Alta, Oneta, Onore, Parre, Piario, Ponte Nossa, Premolo, Rovetta, Songavazzo, Valbondione, Valgoglio e Villa d'Ogna di quella Superiore.

Mappa della Comunità Montana
Comuni della valle Seriana inferiore
Comuni della valle Seriana superiore

## Ambiti
La Comunità Montana sottolinea il valore storico, culturale, ambientale e sociale della dimensione unitaria, ma riconosce e favorisce, in relazione all’ampiezza e peculiarità del territorio nonché alle esigenze della popolazione, l’aggregazione legate agli ambiti: Altopiano-Presolana (Castione della Presolana, Cerete, Clusone, Fino del Monte, Onore, Rovetta e Songavazzo), Asta del Serio 
(Ardesio, Gandellino, Gromo, Oltressenda Alta, Piario, Valbondione, Valgoglio, Villa d'Ogna), Nossana-Val del Riso (Gorno, Parre, Oneta, Ponte Nossa e Premolo), Medio-Serio (Aviatico, Cene, Colzate, Fiorano al Serio, Gazzaniga, Selvino e Vertova), Valgandino (Casnigo, Cazzano Sant'Andrea, 
Gandino, Leffe e Peia), Basso Serio (Albino, Alzano Lombardo, Nembro, Pradalunga, Ranica e Villa di Serio), con particolare attenzione ai servizi intercomunali.

## Presidente e Giunta Esecutiva

### Presidente
- L'Assemblea della Comunità Montana Valle Seriana, nella seduta del 23 luglio 2024, ha eletto Presidente il Signor CALEGARI Giampiero

### Giunta esecutiva
MORBI MATTEO 	 Vicepresidente e Assessore Protezione Civile - Assetto Idrogeologico
MORSTABILINI MASSIMO 	 Assessore Aree Interne
TESTA EMANUELA 	 Assessore Cultura - Istruzione
LOCATELLI CINZIA 	 Assessore Servizi Sociali - Welfare - Politiche Familiari e Giovanili - Impianto lettura targhe "Thor" 
BARONCHELLI PAOLO 	 Assessore Patrimonio - Territorio
CACCIA YVAN 	 Assessore Agricoltura - Transizione Ecologica - Forestazione - Programmazione Economico Finanziaria